# Torre Espacio
Torre Espacio – wieżowiec w Madrycie (Hiszpania), zlokalizowany w strefie Cuatro Torres Business Area. Wieżowiec mierzy 223 m wysokości i liczy 57 kondygnacji. Został zaprojektowany przez Pei Cobb Freed & Partners. 
Wieżowiec był opisywany w jednym z odcinków programu Inżynieria ekstremalna na kanale Discovery Channel jako budowla o unikatowej formie i kształcie.